# 인상, 해돋이
《인상, 해돋이》(프랑스어: Impression, soleil levant)는 1872년 클로드 모네가 르아브르 항구의 짙은 안개 속 해돋이 풍경을 그린 유화이다. 1872년~1873년 겨울에 그려진 것으로 추정되며, 1874년 제1회 인상주의 전시회에 출품되어 '인상주의'라는 용어의 유래가 되었다.
현재 파리의 마르모탕 모네 미술관에 소장되어 있으며, 1985년 한 차례 도난당한 뒤 1990년 다시 되찾아온 적이 있다.

## 상세

### 소재와 구도
전경에는 청록색의 바다를 배경으로 보트의 노를 젓는 두 인물이 실루엣으로 그려져 있고, 그보다 멀리 떨어져 있는 두 번째 보트가 뚜렷하지 않으면서도 깊이감을 더하고 있다. 캔버스 전반적으로 차가운 색감이지만 태양의 원반과 잔잔한 물결에 반사되는 태양빛이 주황색에서 빨간색으로 빛나며 따스한 색을 더하고 있다. 배경이 되는 르아브르 항구는 청회빛 안개 속에 잠겨 있고, 부두의 대형선 돛대, 크레인, 공장 굴뚝 등을 암시하는 수직선의 표현이 펼쳐져 있다. 굴뚝에서 나오는 연기는 북서풍이 불고 있음을 가정한다. 또 대형선이 입항해 있는 모습으로 미뤄보아 조수간만의 차가 큰 시기임을 알 수 있다.
구도의 경우, 풍경의 수평성과 일본 우키요에식 원근법에 따라 전체 그림을 3분의 1씩 나눈 것이 특징으로, 하늘은 최상단에, 바다는 최하단에, 항구와 안개는 그 중간에 배치하고 있다. 그러나 이러한 얼어붙은 풍경 속에 눈부신 햇살이 비쳐지는 찰나의 순간을 포착하고 있다. 보트의 실루엣은 다른 부분에서는 거의 눈에 띄지 않고 거대한 항구의 흐릿한 분위기에 묻혀 있다. 떠오르는 태양의 납작한 주황색 원만이 차가운 색조와 대비를 이루며 존재감을 발산하고 있다. 태양과 보트의 표현, 그리고 '해돋이'라는 제목이 없었다면 추상화의 경계에 놓였을지도 모를 그림으로 평가된다.

### 휘도

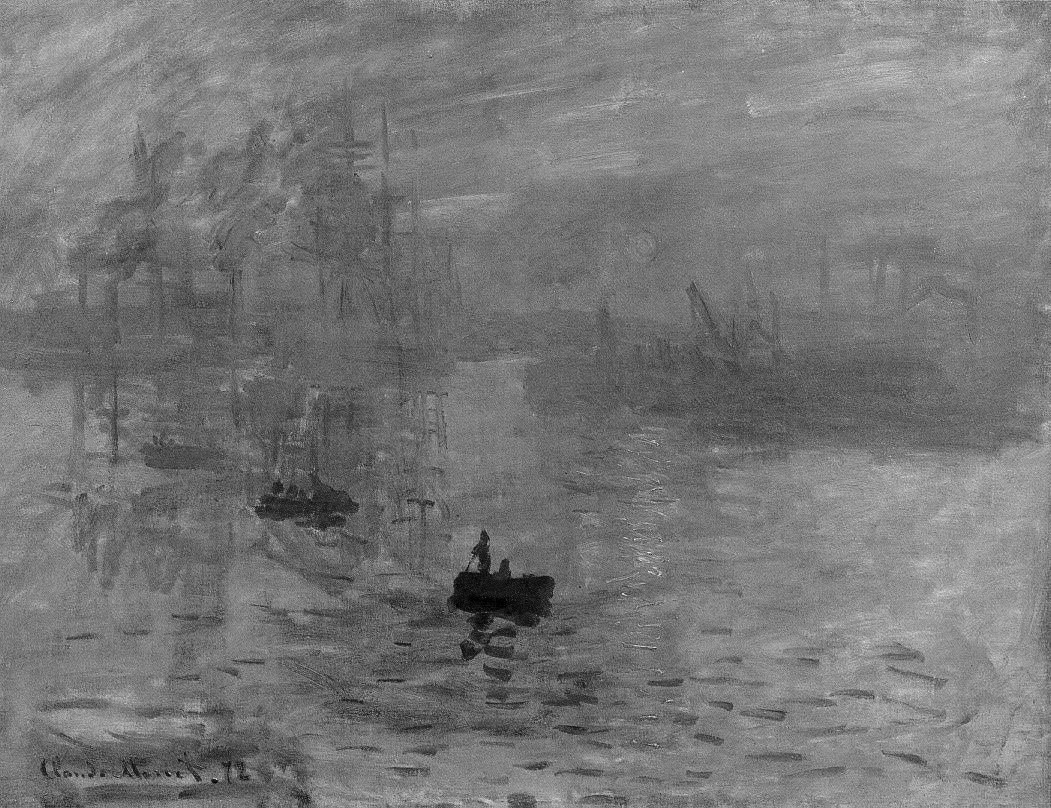
흑백으로 전환된 그림에서는 태양이 거의 보이지 않는다.

그림 속에서 가장 밝은 요소는 태양으로 보이지만, 정작 광도계로 그림의 휘도를 측정해 보면 주변 하늘과 다를 바 없는 색감을 선택하였음을 알 수 있다. 다시 말해 이 그림을 흑백으로 전환한다면 태양 부분은 안개 속에 묻혀 버린 듯한 모습이 된다.
하버드 대학교의 신경생물학 교수인 마거릿 리빙스턴은 캔버스 속 색상의 채도가 낮아지면서 떠오르는 태양과 반사되는 빛이 묻혀 버린다고 지적한다. 또 인간의 눈에서 망막의 중심와가 색을 구별하고, 주변시는 움직임과 그림자를 포착하므로, 그림 속의 태양에서 시선을 거두면 태양의 강조 표현이 약해지고 정말로 안개 낀 일출의 풍경처럼 흐릿해져 보이게 된다고 설명하고 있다.

## 역사

### 제작 시점
클로드 모네가 어린시절을 보냈던 프랑스 르아브르를 다시 찾아 아내와 아들과 머무르던 와중에 그린 그림이다. 모네는 이 그림을 이른 아침 한번에 그렸다고 전해진다. 작품의 제작시점은 명확치 않으나 1872년~1873년이라는 것이 학계의 정설이다. 특히 1873년 1월 르아브르 외항 분지가 내려다보이는 '호텔 드 라미로테' (l'hôtel de l'Amirauté) 객실 창문에서 그려졌다는 설이 지지를 얻었다. 이는 출품 당시 1872년이라는 날짜가 적힌 서명이 담긴 점이 증거로 지목된다.
또 한편으로 작품 속의 태양은 제목과는 달리 지는 해를 그린 것이라는 학설이 많았으나, 2014년 마르모탕 모네 박물관에서 사실은 떠오르는 해를 그린 것이 맞다는 연구 결과가 나왔다. 지형 데이터, 기상자료, 천체궤적 등을 종합 분석한 결과, 작품 속의 정확한 시점은 1872년~1873년 겨울 가운데 총 6가지로 추려지며, 그 중에서도 1872년 11월 13일 오전 7시 35분 르아브르 항구의 모습을 묘사했을 가능성이 가장 높다고 밝혔다.
소재 자체는 모네가 가장 좋아했던 산업혁명기의 항구이지만 외젠 들라크루아, 외젠 부댕, 요한 바르톨드 용킨트, 윌리엄 터너 등 과거 화가들의 바다 풍경화나 떠오르는 태양화, 석양화 등에서 영감을 얻었다. 미술평론가 에르네스트 셰노는 이 그림이 템즈강의 해돋이라면서 1871년 모네가 런던에 머물 당시 윌리엄 터너의 풍경화와 제임스 휘슬러의 야상곡이 영향을 미쳤을 것이라고 본다.

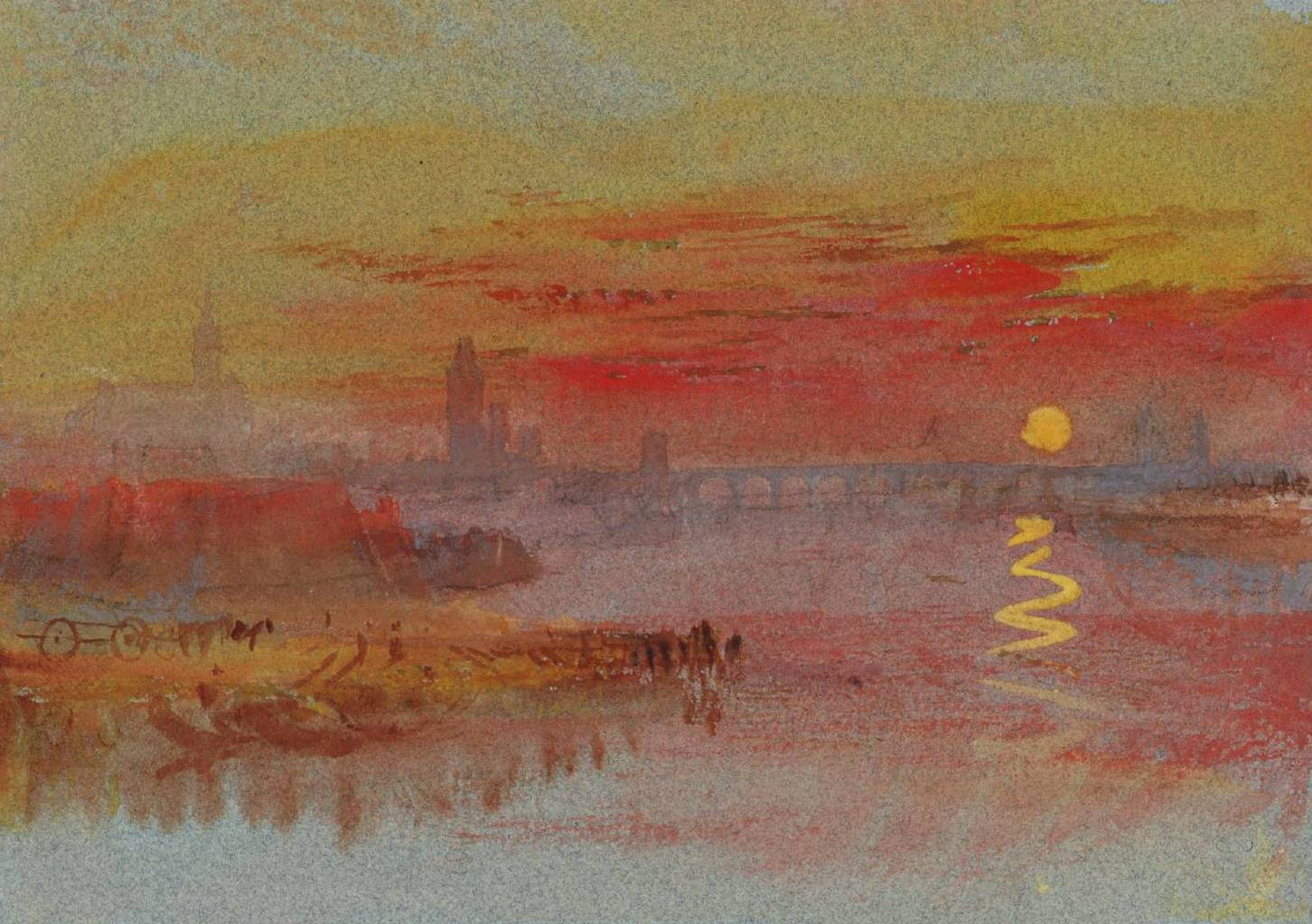
윌리엄 터너, 《진홍색 노을》,  1830년~1840년경,  테이트 갤러리 소장.
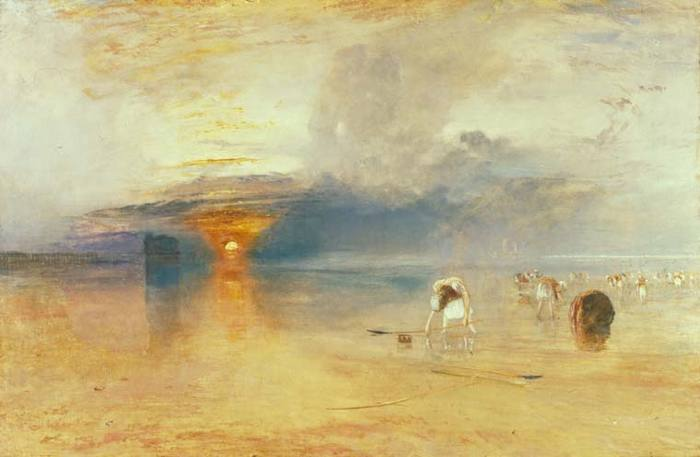
윌리엄 터너, 《칼레의 해변》, 1832년.
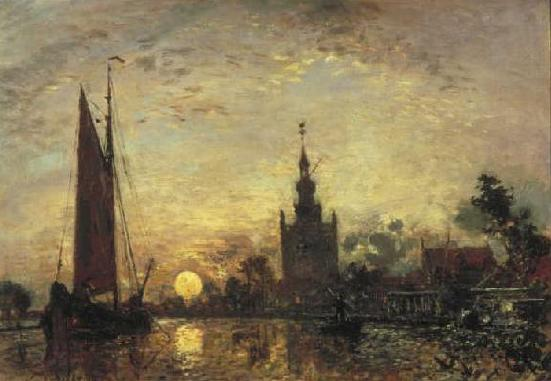
요한 바르톨트 용킨트,  《오버르스히의 일몰》, 1867년,  보이만스 판 뵈닝언 박물관 소장.

### 전시

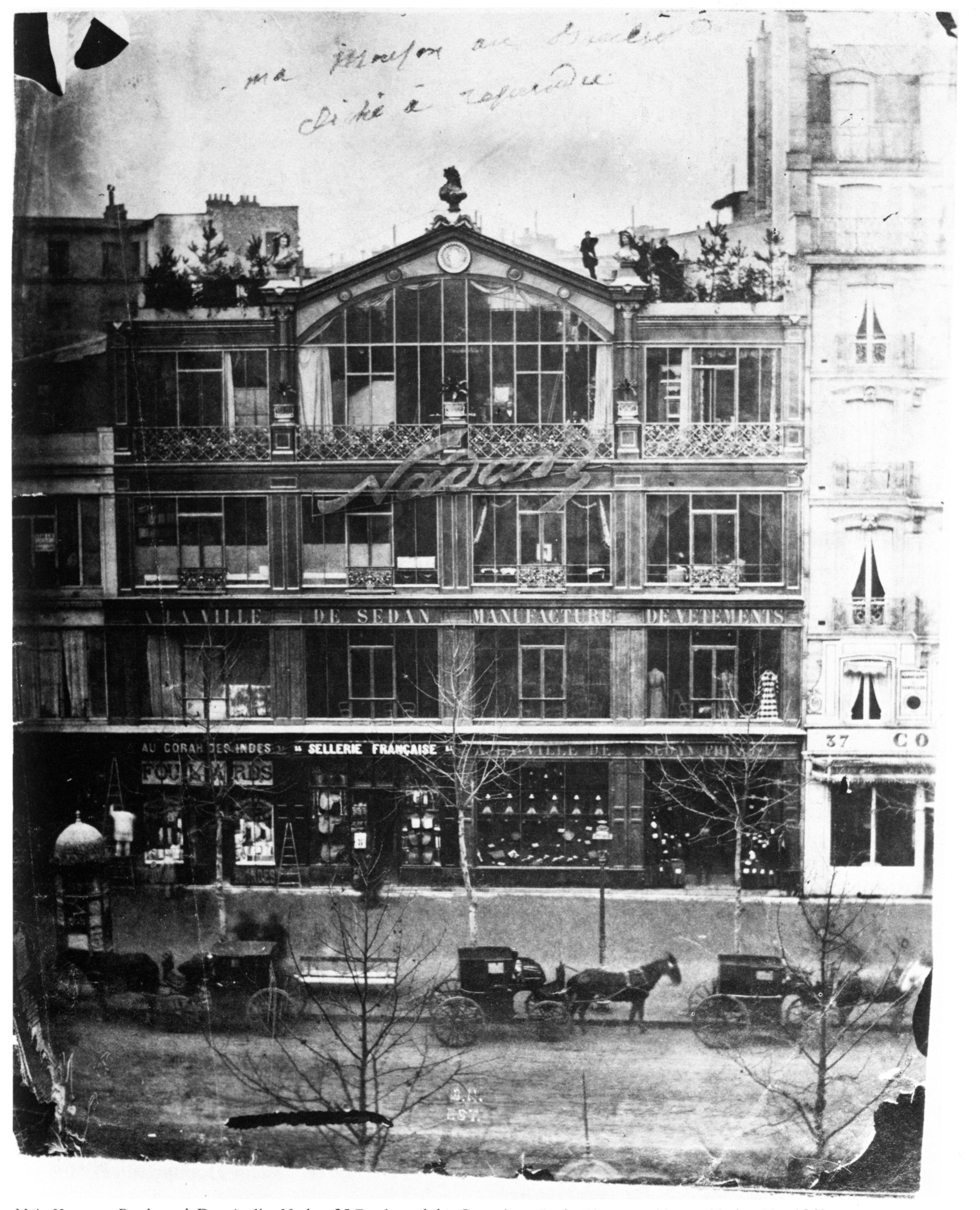
1860년 사진작가 나다르의 집. 이곳에서 《인상, 해돋이》의 전시가 처음으로 이루어졌다.

프랑스 파리의 카퓌신 대로 35번지에 위치한 사진작가 나다르의 스튜디오에서 1874년 4월 15일부터 5월 15일까지 미술전시회가 열렸다. 이 전시회는 '익명 화가·조각가·판화가 협회'가 주최한 것으로, 클로드 모네도 이 전시회에서 본 작품을 처음 선보였다.
모네의 회상에 따르면 당시 모네가 붙인 제목은 《아브르의 풍경》 (Vue du Havre)이었다. 그러나 도록 담당을 맡은 에드몽 르누아르 (오귀스트 르누아르의 동생)는 작품 속 풍경이 르아브르인지 알아볼 수 없다고 지적하며 다른 제목을 붙여 달라고 요청했고, 이에 공감한 클로드 모네는 《인상》 (Impression)이란 단어를 넣으라고 했다고 전해진다. 여기에 에드몽 르누아르가 《해돋이》 (soleil levant)라는 부제를 즉석에서 덧붙여 도록에 기재하게 되었다.
이에 대해 미술사학자 폴 스미스는 모네가 작품의 완성도가 떨어지고 세부묘사가 부족했다는 점을 가리기 위해 '인상'이란 제목을 붙였다는 설을 내세웠으나, 제목과는 관련없이 똑같은 지적이 평론가들로부터 나왔기에 이에 대한 설득력은 부족하다.

### 평론가들의 반응
전시회를 관람한 평론가 대다수는 《인상, 해돋이》를 이번 전시의 대표 작품으로 소개하지는 않았으며, 후기 가운데 본 그림이 언급된 것도 5건에 불과했다. 그러나 전시회 자체와 모네의 출품작에 관한 전반적인 평가는 새로운 미술운동의 발전과 모네의 작품활동에 관한 시각을 제시한 평론가들이 많았다. 일례로 《라 레퓌블리크 프랑세즈》의 필리프 뷔르티는 전시회 개막을 전하는 기사에서, "적갈색 모직물로 덮인 벽과 아파트 같은 측면 햇빛 조명이 그림과 어울린다"며 각 작품이 공간의 분위기와 잘 어우러진다고 호평했다.
본 작품을 언급한 평론 가운데 후대에 이르러 가장 유명해진 것은 루이 르루아가 1874년 4월 25일자 《샤리바리》지에 기고한 〈인상주의 전시회〉라는 평론이었다. 이 기사에서 르루아는 구시대 화가가 모네와 동료 화가들의 작품을 보고 충격받는 모습을 가정하여, 《인상, 해돋이》에 드러난 진보적인 화풍을 에둘러 비판하고 있다.
"아, 저기 있다, 저기 있어!" 그는 98번 그림 앞에서 외쳤다. "나 이 사람 알지, 파파 뱅상이 가장 좋아하는 화가야! 이 그림은 뭐가 그려진 거지? 도록 좀 보자."
"인상, 해돋이."
"'인상'이라, 그런 것 같구만. 나도 막 그렇게 생각하던 참인데, 분명 어딘가에 인상이 있을 텐데... 그림을 참 제멋대로 대충 그렸구만! 이제 막 뽑은 벽지도 이런 바다 풍경보다 더 잘 나왔겠어."
— 루이 르루아, 《인상주의 전시회》, <르 샤리바리> (1874년 4월 25일자)

르루아가 쓴 '인상주의' (Impressionnisme)라는 표현에 대해, 또다른 평론가 쥘앙투안 카스타냐리는 이들의 그림을 평가하기에 '인상주의'만한 용어도 없다며 긍정적인 시각을 드러냈다. 1874년 4월 29일자 《르 시클》에 기고한 〈카푸신대로의 전시회〉를 통해 카스타냐리는 "인상주의는 그들의 언어 속으로 들어왔다. 모네의 해돋이는 도록에 기재된 것처럼 풍경이 아니라 하나의 인상이다. 이런 식으로 그들은 현실은 뒤로 하고 이상주의의 영역으로 들어간다"고 높이 평가했다.

### 입수 경로와 도난 사건
전시 직후 1874년 5월 모네의 친구이자 수집가였던 에르네스트 오셰데가 800프랑을 주고 구입했다. 이후 오셰데가 파산하면서 소장품들도 사법경매를 통해 이곳저곳으로 흩어졌는데, 당시 경매에 나섰던 수집가들이 터무니없이 낮은 경매가를 불렀다는 기록이 있어, 당대 인상주의 작품의 인기가 높지 않았음을 알 수 있다.
1878년 조르주 드 벨리오가 210프랑에 구입한 뒤 소장하고 있었다가 1893년 사위로 맞이한 에르네스트 도노프 드 몽시 (Ernest Donop de Monchy)에게 물려주었다. 에르네스트는 이 그림을 개인 소장하고 있던 마지막 소유주로 남았다. 1938년 마르모탕 모네 박물관에 임시 기탁되었다가 전쟁이 발발한 1940년 샹보르성으로 잠시 옮겨졌고, 마침내 1957년 마르모탕 박물관에 최종 이관되었다.
이 시기 그림의 제목에 대해 혼란이 빚어지기도 했다. 1940년 샹보르성으로 이전될 당시에는 《일몰》 (Coucher de soleil)이란 제목으로 등록되었으며, 1959년까지 《인상》 (Impression) 내지는 《인상, 해넘이》 (Impression, soleil couchant)라는 이름으로 알려졌다. 이는 모네의 작품 다수와 똑같은 상황이었다. 지금의 《인상, 해돋이》 (Impression, soleil levant)라는 제목으로 알려지게 된 것은 1965년에 이르러서였다.
1985년에는 마르모탕 모네 박물관에서 도난 사건이 발생해 모네의 다른 작품 4점, 르누아르 작품 2점과 함께 유실되는 사건이 벌어졌다. 그러나 1990년 12월 코르시카의 조직폭력배가 일본 야쿠자와 연계된 일본인 후지쿠마 신이치와 협상하던 와중에 그림을 입수하면서 되찾아온 것으로 알려져 있다.
2014년 마르모탕 모네 박물관은 이 작품을 주제로 한 특별전 〈인상 해돋이: 클로드 모네의 위대한 작품세계〉 (Impression soleil levant : l'Histoire vraie du chef-d'œuvre de Claude Monet)를 그해 9월 18일부터 2015년 1월 18일까지 주최하였다.

## 유사 작품
모네는 이 작품 외에도 흐릿한 안개 속의 바다 풍경에서 태양을 점찍고 태양빛이 반사되는 소재의 그림을 2점 더 그렸다. 

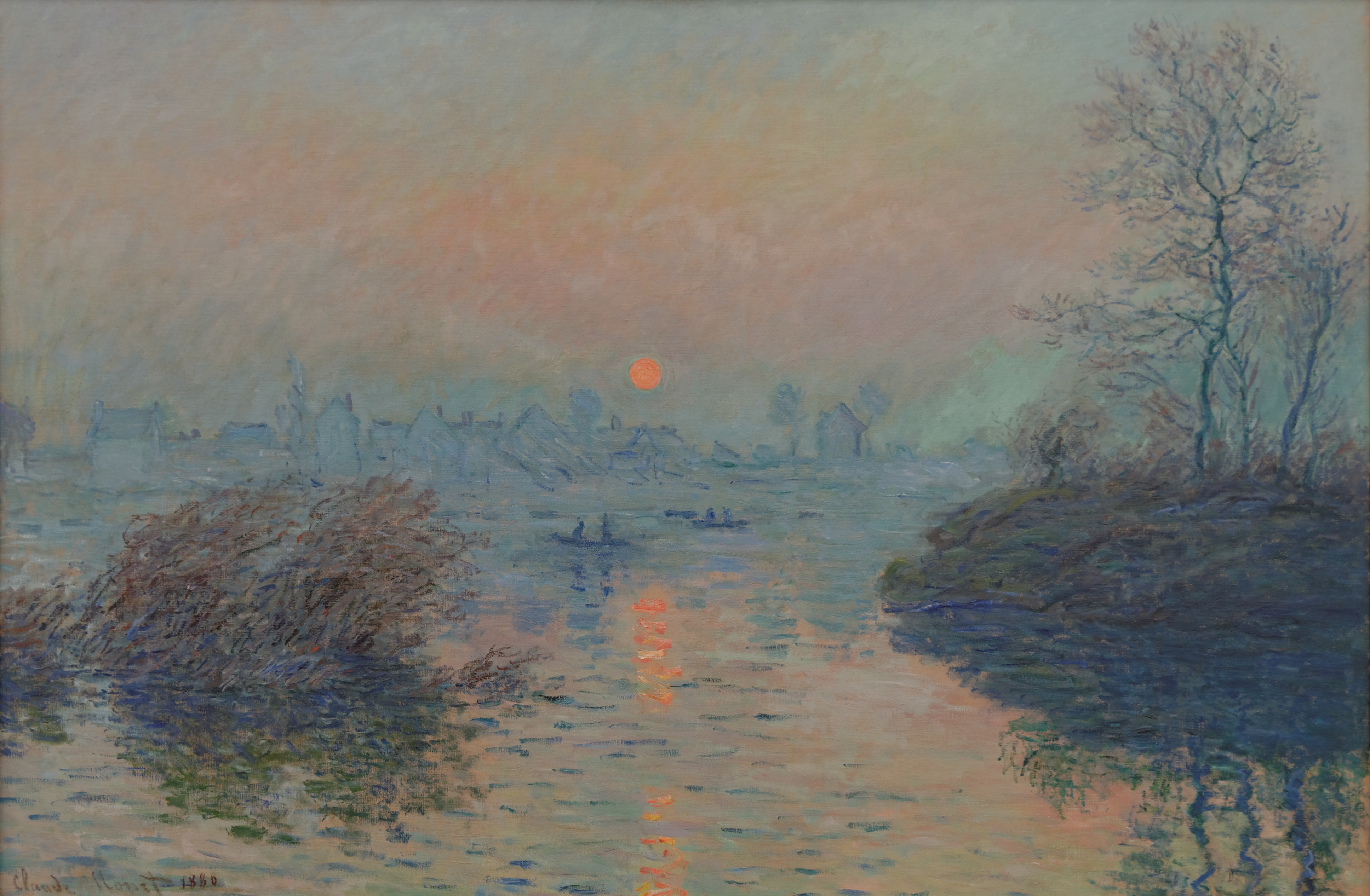
《라바쿠르 센강의 석양》,  캔버스에 유채, 1880년,  프티 팔레 박물관 소장
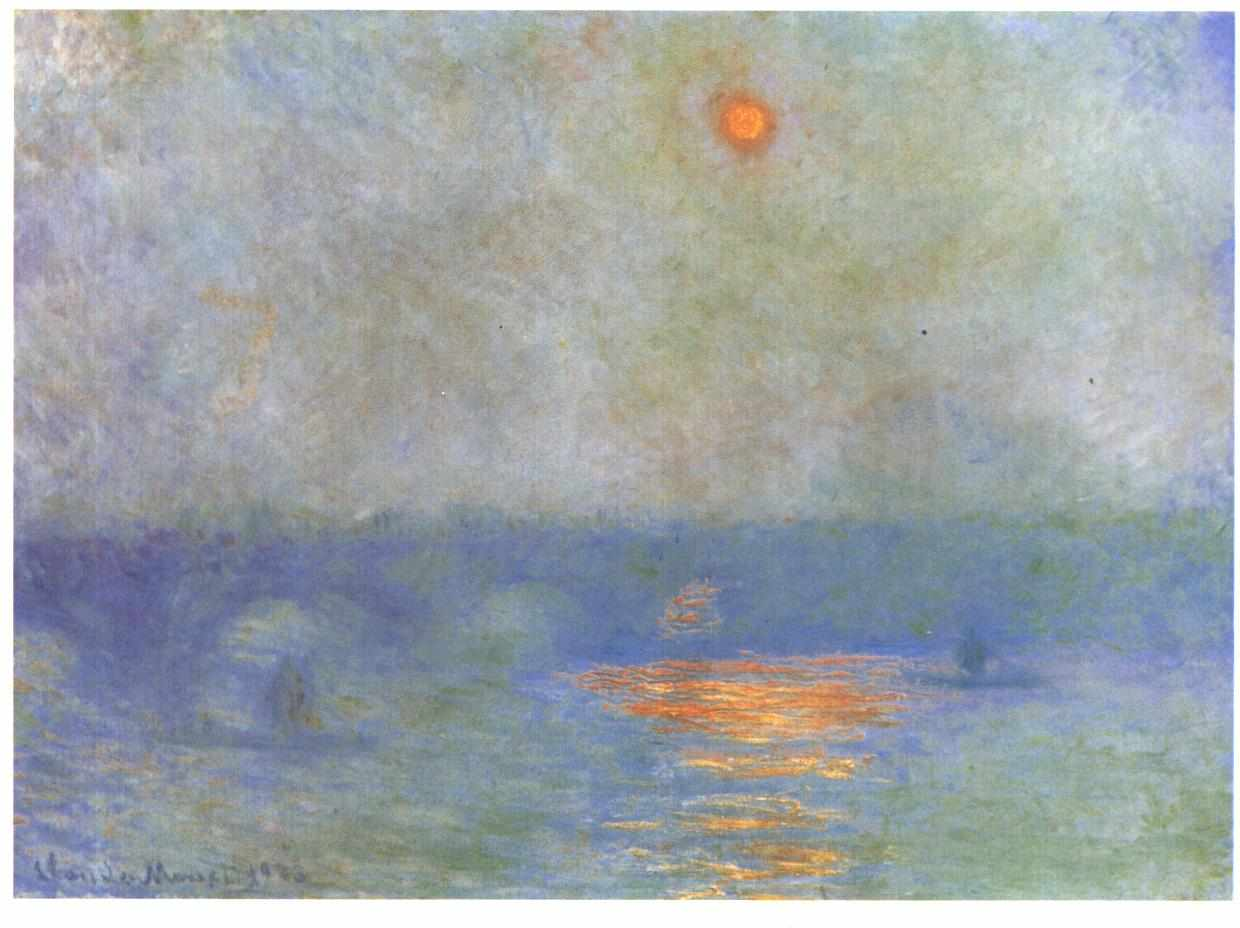
《워털루 다리, 안개 사이로 비치는 태양》, 1903년, 캐나다 국립미술관 소장

## 같이 보기
- 인상주의
- 클로드 모네의 작품 목록